# Bolboleaus quadrifoveatus
Bolboleaus quadrifoveatus är en skalbaggsart som beskrevs av Lea 1919. Bolboleaus quadrifoveatus ingår i släktet Bolboleaus och familjen Bolboceratidae. Inga underarter finns listade.